# 白鰭寧巴鰕鱂
白鰭寧巴鰕鱂，為輻鰭魚綱鯉齒目假鰓鱂科的其中一種，分布於非洲賴比瑞亞東北部、幾內亞東南部及象牙海岸西部淡水流域，體長可達4.5公分，棲息在雨林覆蓋溪流底中層水域，生活習性不明。